# 17935 Вінговард
17935 Вінговард (17935 Vinhoward) — астероїд головного поясу, відкритий 12 квітня 1999 року.
Тіссеранів параметр щодо Юпітера — 3,417.